# مسیحیت پروتستان شرقی
مسیحیت پروتستان شرقی یا مسیحیت اصلاح‌شدهٔ شرقی شامل طیف وسیعی از مذاهب ناهمگن پروتستان مسیحی است که در خارج از جهان غرب از اواخر نیمه دوم قرن نهم میلادی ظهور کردند و بخشی یا بیشتر عناصر مسیحیت شرقی را در خود نگه داشتند. مسیحیان پروتستان شرقی به دو گروه عمده تقسیم می‌شوند؛ بسیاری از آن‌ها هنگامی به وجود آمدند که کلیساهای پروتستان موجود، انواع آئین‌ها و آداب شاخه‌های ارتدکس را برای خود به عنوان اصلاحات پذیرفتند، در حالی که برخی از آن‌ها حاصل رخداد اصلاحات در آئین‌ها و آداب مسیحیت ارتدکس هستند. برخی از کلیساهای پروتستان شرقی با کلیساهای مشابه پروتستان غربی در ارتباط هستند. با این حال، مسیحیت پروتستان شرقی در درون خود، یک اجتماع واحد را تشکیل نمی‌دهد. این امر به دلیل سیاست‌ها، آئین‌ها، آداب و جهت‌گیری‌های گوناگون فرقه‌هاست.